# Flugplatz Varaždin

i7
i11
i13
Der Flugplatz Varaždin (kroatisch Zračna luka Varaždin, ICAO-Code: LDVA) ist ein regionaler Flugplatz der kroatischen Stadt Varaždin und liegt 2 km östlich von Varaždin an der Landstraße 2 in Richtung Ludbreg. Er bietet eine Lande- und Unterstellmöglichkeit für Kleinflugzeuge.